# Endgegner (Lied)
Endgegner ist ein Lied des deutschen Rappers Bushido. Der Song ist die erste Singleauskopplung seines dritten Soloalbums Staatsfeind Nr. 1 und wurde am 21. Oktober 2005 veröffentlicht.

## Inhalt
Endgegner ist den Genres Gangsta-Rap und Battle-Rap zuzuordnen. Dabei stilisiert Bushido sich selbst als „Endgegner“ sowie „Feindbild“ und vergleicht sein Leben mit einer „Hexenjagd,“ da seine Musik von manchen als Bedrohung für das Land gesehen werde. So rappt er über seinen Einfluss auf die Jugend, fordert Respekt für seine Kunst ein und schießt gegen die SPD-Politikerin Monika Griefahn, die deutschen Rap kritisiert hatte und nicht auf seinen „Humor“ stehe. Zudem verteilt Bushido Seitenhiebe gegen sein ehemaliges Label Aggro Berlin und andere namentlich nicht-genannte Rapper, wobei er seine Musik als überlegenen Gangsta-Rap in Deutschland darstellt und sich mit Eminem vergleicht.

„Junge, sie schrei’n, hey, ich bin der Endgegner

Und sie schrei’n, hey hey, denn mich kennt jeder

Du kannst entweder komm’n, hör mein Album an

Oder, brra brra, salutier, nimm jetzt Haltung an“

## Produktion
Der Song wurde von dem Musikproduzenten Rizbo produziert, der zusammen mit Bushido auch als Autor fungierte.

## Musikvideo
Bei dem zu Endgegner gedrehten Musikvideo führte der Regisseur Hinrich Pflug Regie. Es verzeichnet auf YouTube über 7,5 Millionen Aufrufe (Stand Mai 2021).
Im Video wird Bushido als Staatsfeind dargestellt, der von den deutschen Behörden mithilfe von Polizei und SEK gesucht wird. Er rappt den Song in einem Fabrikgebäude, während die Behörden Fakten über ihn am Computer auswerten und versuchen, seinen Aufenthaltsort zu ermitteln. Sie schicken schwerbewaffnete Spezialkräfte per Hubschrauber, Schnellboot und Auto los, die den Rapper festnehmen sollen. Die Einsatzkräfte stürmen schließlich das Gebäude, doch Bushido verlässt dieses rechtzeitig und lässt es durch eine Bombe explodieren.

## Single
Endgegner wurde als Doppel-A-Seite, zusammen mit dem Song Staatsfeind Nr. 1, als Single veröffentlicht.

### Covergestaltung
Das Singlecover zeigt Bushido mit geschlossenen Augen und vor seinem Körper ausgestreckten Händen. Er trägt ein schwarzes T-Shirt mit der Aufschrift Bullrot Squad. Im linken Teil des Covers befindet sich der schwarze Schriftzug Endgegner + Staatsfeind Nr. 1, während Bushidos B-Logo in schwarz-verlaufender Farbe rechts im Bild steht. Der Hintergrund ist weiß gehalten.

### Titelliste
Single
1. Endgegner – 3:42
2. Staatsfeind Nr. 1 – 4:18

Maxi
1. Endgegner – 3:42
2. Staatsfeind Nr. 1 – 4:18
3. Staatsfeind Nr. 1 (Sti RMX) (feat. Eko Fresh, Chakuza, Saad) – 3:24
4. Staatsfeind Nr. 1 (Kingsize RMX) – 4:05
5. Endgegner (Instrumental) – 3:42

### Chartplatzierungen
Endgegner/Staatsfeind Nr. 1 stieg am 4. November 2005 auf Platz 13 in die deutschen Singlecharts ein und belegte diesen auch in der folgenden Woche. Insgesamt hielt sich der Song 13 Wochen lang in den Top 100. In Österreich erreichte die Single Rang 48 und hielt sich fünf Wochen in den Charts, wogegen sie diese in der Schweiz verpasste.
| ChartsChartplatzierungen | Höchstplatzierung | Wochen |
| ------------------------ | ----------------- | ------ |
| Deutschland (GfK)        | 13 (13 Wo.)       | 13     |
| Österreich (Ö3)          | 48 (5 Wo.)        | 5      |